# Jerntræ-familien (Casuarinaceae)
Jerntræ-familien (Casuarinaceae) rummer 4 slægter og 95 arter, der er udbredt i Sydøstasien og Australien. Arterne indeholder flavoner og myricetin. De er lette at genkende, for de ligner nåletræer eller måske snarere "padderoktræer". De bittesmå, skælagtige blade er ustilkede og helrandede. De er kransstillede med 4-16 blade i hver krans. Blomsterne danner en kogleagtig stand. Rødderne har symbiose med kvælstofsamlende strålesvampe af slægten Frankenia.
| Slægter |

- Allocasuarina
- Casuarina
- Ceuthostoma
- Gymnostoma